# Thavisouk Phrasavath
Thavisouk „Thavi“ Phrasavath (* 14. März 1964 in Thakhek, Laos) ist ein laotisch-US-amerikanischer Dokumentarfilmer und Filmeditor.

## Leben
Thavisouk Phrasavath kam als drittes Kind und erster Sohn seiner Eltern zur Welt. Er hat drei Brüder und sechs Schwestern. Sein Vater war zunächst als Lehrer tätig und wurde später Berufssoldat. Er arbeitete während der Operation Barrel Roll mit den US-Amerikanern zusammen, welche Laos bombardierten. Nach der Machtübernahme der kommunistischen Pathet Lao wurde er in ein Arbeitslager verschickt, seine Familie hielt ihn lange Zeit für tot. Thavisouk Phrasavath floh 1977 nach Thailand, wohin ihm seine Mutter und ein Teil der Geschwister zwei Jahre später folgten. 1982 emigrierten sie in die Vereinigten Staaten.
Die Familie lebte zunächst in Brooklyn. Thavisouk Phrasavath besuchte die Martin Luther King Jr. High School und nach dem Abschluss 1986 die Ingenieursschule am Pratt Institute. Dort studierte er ein Jahr Chemietechnik, dann wechselte er zu Elektrotechnik und schloss mit dem Bachelor ab. Ab 1993 arbeitete er in der Branche.
Zwei Jahre nach seiner Ankunft in den USA lernte Phrasavath die Kamerafrau und Dokumentarfilmerin Ellen Kuras kennen, als diese einen Muttersprachler suchte, der sie in der laotischen Sprache unterrichten konnte. Zudem erfuhr sie von ihm Details über die Kultur und Traditionen seines Heimatlandes. Als Kuras an einem Dokumentarfilm über ein junges Lao-Mädchen arbeitete, das in Rochester lebt, unterstützte Phrasavath sie beim Schreiben des Drehbuchs und wirkte als Produktionsassistent mit. Das Projekt wurde jedoch nach zwei Monaten abgebrochen, da die Hauptperson ihre Mitarbeit beendete. 
Später nahm Kuras Videoszenen auf, in denen Phrasavath von seinem Leben berichtet. Es entstand die Idee zu dem Film The Betrayal – Nerakhoon, dessen Realisierung insgesamt 23 Jahre dauerte. In der Dokumentation beschreibt Phrasavath seine Lebensgeschichte, außerdem wirkte er als Co-Regisseur, Autor und Filmeditor mit. Phrasavath und Kuras waren für ihren Film bei der Oscarverleihung 2009 in der Kategorie „Bester Dokumentarfilm“ nominiert. Nachdem The Betrayal im Rahmen der PBS-Reihe POV ausgestrahlt worden war, gewannen sie 2010 einen Creative Arts Emmy Award for Exceptional Merit in Nonfiction Filmmaking.
Daneben war Phrasavath als Editor an einigen wenigen weiteren Filmen und Musikvideos beteiligt. 2011 veröffentlichte er eine Autobiografie unter dem Titel Stepped Out of the Womb: A Memoir of a Journey to the Land Where the Sun Falls. Er lebt in New York.

## Filmografie (Auswahl)
- 2002: Americanos
- 2006: Golden Venture
- 2008: The Betrayal – Nerakhoon
- 2010: Power and Control: Domestic Violence in America

## Publikationen
- Stepped Out of the Womb: A Memoir of a Journey to the Land Where the Sun Falls. Lao Century Media, 2011, ISBN 978-0-9845975-0-5 (archive.org).